# Амар-и-Борбон, Антонио Хосе
Антонио Хосе Амар-и-Борбон (исп. Antonio José Amar y Borbón, март 1742, Сарагоса, Арагон — 1826, Сарагоса, Арагон) — испанский военный и государственный деятель, вице-король Новой Гранады.

## Биография
Принадлежал к семье потомственных медиков: его отец Хосе Амар де Аргедас был врачом короля Фердинанда VI, дед Мигель Борбон-и-Берне — врачом короля Карла III, а сестра Хосефа была членом Королевского медицинского общества Барселоны. В 20 лет он стал кадетом кавалерийского полка Фарнесио, и после 31 года службы поднялся в звании до бригадира. В 1779 году он принимал участие в осаде Гибралтара, с 1792 года воевал против Франции. За свои военные заслуги в 1770 году он был произведён в рыцари ордена Сантьяго, а в 1802 году получил звание генерал-лейтенанта. 26 июля 1802 года он был назначен вице-королём, губернатором и генерал-капитаном Новой Гранады и президентом Королевской аудиенсии Боготы.
16 сентября 1803 года он предъявил свои полномочия своему предшественнику Педро Мендинуэте, который сдал ему дела и 22 сентября отбыл в Испанию. Амар-и-Борбон прибыл в Боготу после эпидемии оспы, и привёз с собой вакцину от неё. 19 декабря он прибыл в Сан-Диего, а в конце января — начале февраля 1804 года состоялись королевские празднества в честь нового вице-короля. Жена вице-короля организовала бал-маскарад, что оказалось новинкой для местного общества и быстро вошло в моду.
Поначалу деятельность администрации Амар-и-Борбона была рутинной. Он поддерживал ботанические экспедиции Хосе Селестино Мутиса и научные изыскания Франсиско Хосе де Кальдаса. С 1805 года Амар-и-Борбон начал терять слух.
В 1808 году Наполеон вынудил Карла IV и Фердинанда VII отречься от прав на испанский престол, и сделал королём Испании своего брата Жозефа, что резко изменило политическую ситуацию, вызвав кризис доверия в колониях к представителям королевской власти и усилив позиции креолов. Вице-король не согласился на предложение креолов о создании местных вооружённых сил для защиты от возможного французского вторжения, не доверяя их лояльности, креолы подозревали его в профранцузской ориентации; при этом вице-король также находился в не самых лучших отношениях с членами Аудиенсии.
В начале сентября 1809 года начались революционные выступления в Кито. Чтобы обсудить возможные действия, Амар-и-Борбон провёл два больших совещания с чиновниками и представителями местных элит, на которых мнения раскололись: креолы высказались резко против отправки войск для подавления восстания. В итоге вице-король решил отправить комиссию для мирных переговоров, но одновременно отправил и войска для действий в случае их провала.
20 июля 1810 года начались революционные выступления в Санта-Фе-де-Боготе. Народный митинг избрал Верховную Народную Хунту Новой Гранады, и Амар-и-Борбон стал её президентом, но его президентство не получило народного одобрения. 25 июля Арман-и-Борбон был смещён со своих постов и арестован вместе с женой. Вскоре он был освобождён, а 1 августа был получен приказ от Центральной Правящей Хунты Испании о передаче им полномочий новому вице-королю Франсиско Хавьеру Венегасу.
Под давлением общественности 13 августа Арман-и-Борбон был арестован вновь. Столичная хунта не одобрила его ареста, и 15 августа он был тайно вывезен из Боготы в военный лагерь Ла-Попа в Картахене, где содержался до отправки 12 октября в Гавану, а оттуда — в Испанию.
В Испании Антонио Хосе Амар-и-Борбон оказался в тяжёлом экономическом положении, так как большинство его собственности было конфисковано для выплат по искам против него. В 1820 году он получил почётный пост государственного советника. В 1824 году он предстал перед судом, но после долгого разбирательства был оправдан.

## Дальнейшее чтение
- José María Restrepo Sáenz, Biografías de mandatarios y ministros de la Real Audiencia (1671 a 1819). Bogotá, Academia Colombiana de Historia, 1952.
- Juana María Marín Leoz, Gente decente: la élite rectora de la capital, 1797-1803, Bogotá, Instituto Colombiano de Antropología e Historia, 2008